# Camaracounda
Camaracounda est un village du Sénégal situé en Basse-Casamance, à proximité de la frontière avec la Guinée-Bissau. Il fait partie de la communauté rurale de Boutoupa-Camaracounda, dans l'arrondissement de Niaguis, le département de Ziguinchor et la région de Ziguinchor.
Lors du dernier recensement (2002), le village comptait 357 habitants et 50 ménages.
Ce village, au début simple quartier de Boutoupa, est devenu village à part entière. On doit sa fondation à Vieux Douta Camara, chasseur Tilbonko (du Manding) installé par son hôte Tchimbreuk, chef du village de Boutoupa dans ce lieu[réf. nécessaire].